# صريح السنة
صريح السنة أو تبصير أولي النهى ومعالم الهدى هو كتاب لـ محمد بن جرير بن يزيد بن كثير بن غالب الشهير  بالإمام أبي جعفر محمد بن جرير الطبري، (224 هـ-310 هـ / 839-923م) وهو كتاب في العقيدة الإسلامية وبيان شيء من أصولها. يُعد هذا الكتاب من النصوص المختصرة التي تعبر عن موقف الطبري من بعض القضايا العقدية في عصره، ويعكس منهج أهل السنة والجماعة في مسائل الصفات والإيمان والقرآن، والصحابة، ورؤية الله في الآخرة وأفعال العباد، وغير ذلك. ثم التحذير من تقويل أحد ما لم يقله. وبذلك ختم الكتاب.

## محتوى الكتاب
يحتوي صريح السنة على جملة من المسائل العقدية التي كانت مثار جدل في القرون الهجرية الأولى، مثل:
- القول بصفات الله تعالى على ظاهرها من غير تحريف ولا تعطيل ولا تكييف.
- القول بأن القرآن كلام الله غير مخلوق.
- إثبات رؤية الله يوم القيامة.
- الموقف من الصحابة، والترضي عن الخلفاء الراشدين.
- الإيمان يزيد وينقص.
- القدر وأفعال العباد.